# Cosina
Cosina Co., Ltd. (яп. 株式会社コシナ Кабусики-гайся Косина) — японская компания, производитель оптического стекла, фотоаппаратов и объективов. Компания располагается в городе Накано, префектура Нагано.

## История
Компания была основана в 1959 году под названием Nikō (Nikoh) как производитель оптического оборудования, контрактный производитель фотоаппаратов и объективов. В 1966 году компания начала производство компактных 35-мм фотоаппаратов и 8-мм кинокамер. В 1968 году компания начала производство оптического стекла. В 1973 году компания сменила название на Cosina.
Компания выпускала однообъективные зеркальные фотоаппараты под собственным брендом с резьбовым соединением М42 и баойнетом К. В 1970-е годы Cosina начала выпуск дальномерных фотоаппаратов в алюминиевом корпусе, с несменным объективом. На основе этого фотоаппарата Cosina выпускала Konica Auto S3, Minolta 7sII, Revue 400se, Prinz 35ER и Vivitar 35ES.
Cosina стала крупным контрактным производителем фотоаппаратов. Компания производила камеры: Canon T60, Yashica FX-3 (1979 год), Yashica FX-3 Super, Yashica Super 2000, Nikon FM-10, Nikon FE-10, Olympus OM-2000, Konica TC-X, различные модели Vivitar, Ihagee. Модель Cosina CX-2 (1982 года) послужила основой для выпускавшегося в СССР с 1984 года фотоаппарата «ЛОМО Компакт-Автомат».
В 1990-е годы компания приобрела права на торговую марку Voigtländer у компании Ringfoto (Германия).
В 1997 году Cosina начала производство цифровых фотоаппаратов.
В 1999 году Cosina начала выпуск дальномерных фотоаппаратов Voigtländer Bessa L и объективов Voigtländer с фокусным расстоянием 15 мм и 25 мм. За ним последовала серия фотоаппаратов (дальномерных и шкальных) Bessa R, Bessa T, в том числе с объективом Heliar 12 мм f/5,6.
В 2004 году создано партнёрство с компанией Carl Zeiss. В 2005 году начались продажи фотоаппаратов под брендом Zeiss Ikon.
В августе 2010 года Cosina присоединилась к стандарту Микро 4:3.

## Продукция

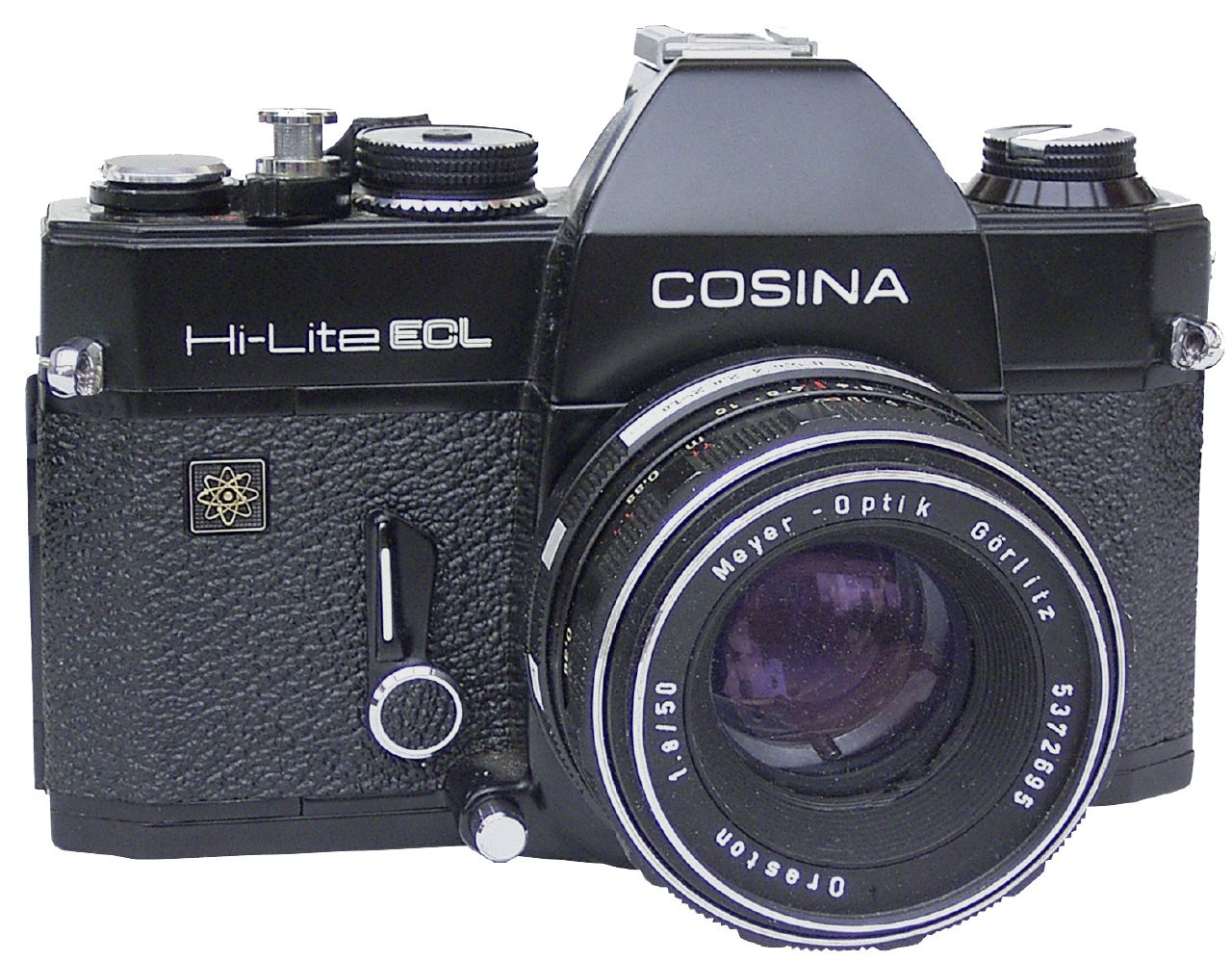
Фотоаппарат Cosina Hi-Lite ECL.

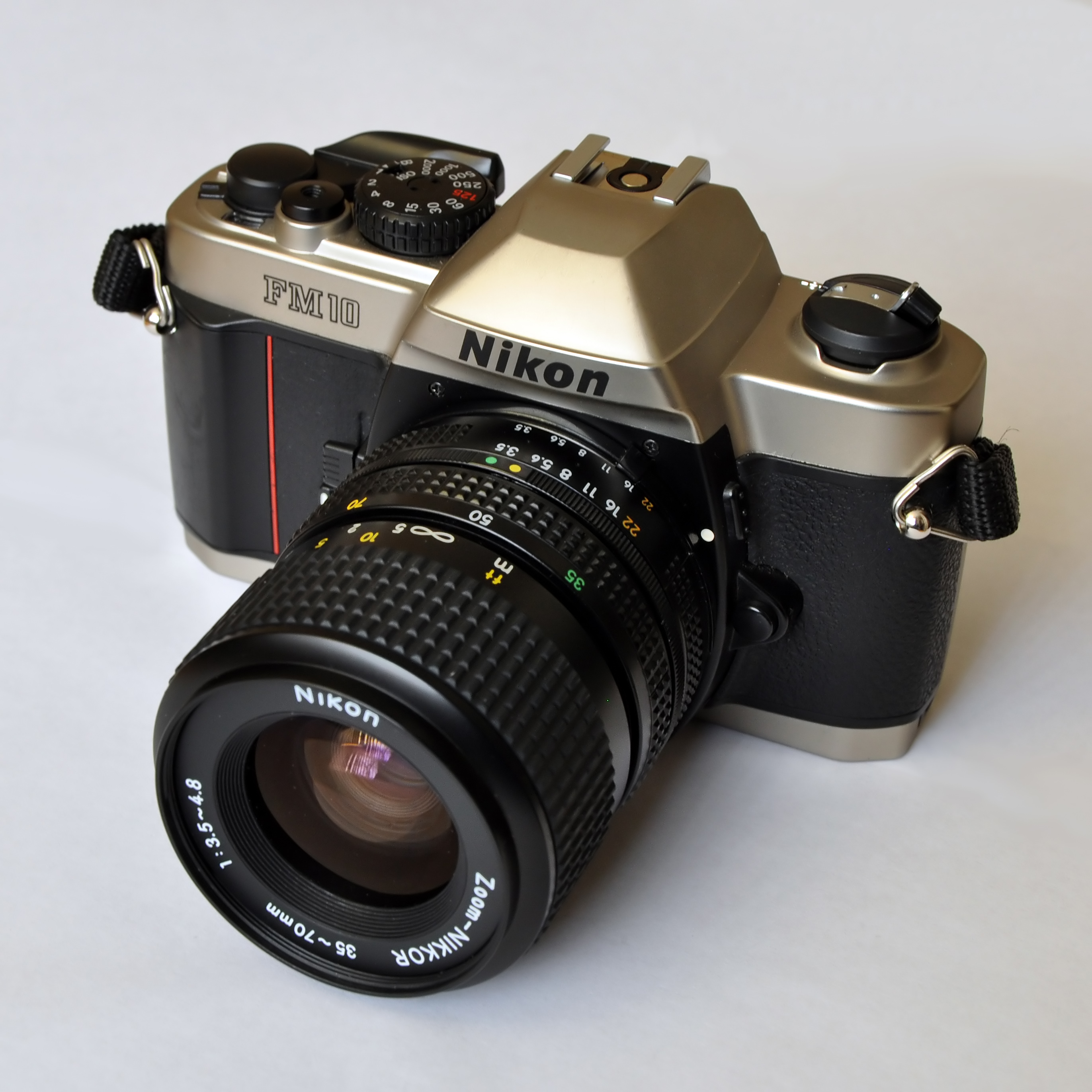
Nikon FM10

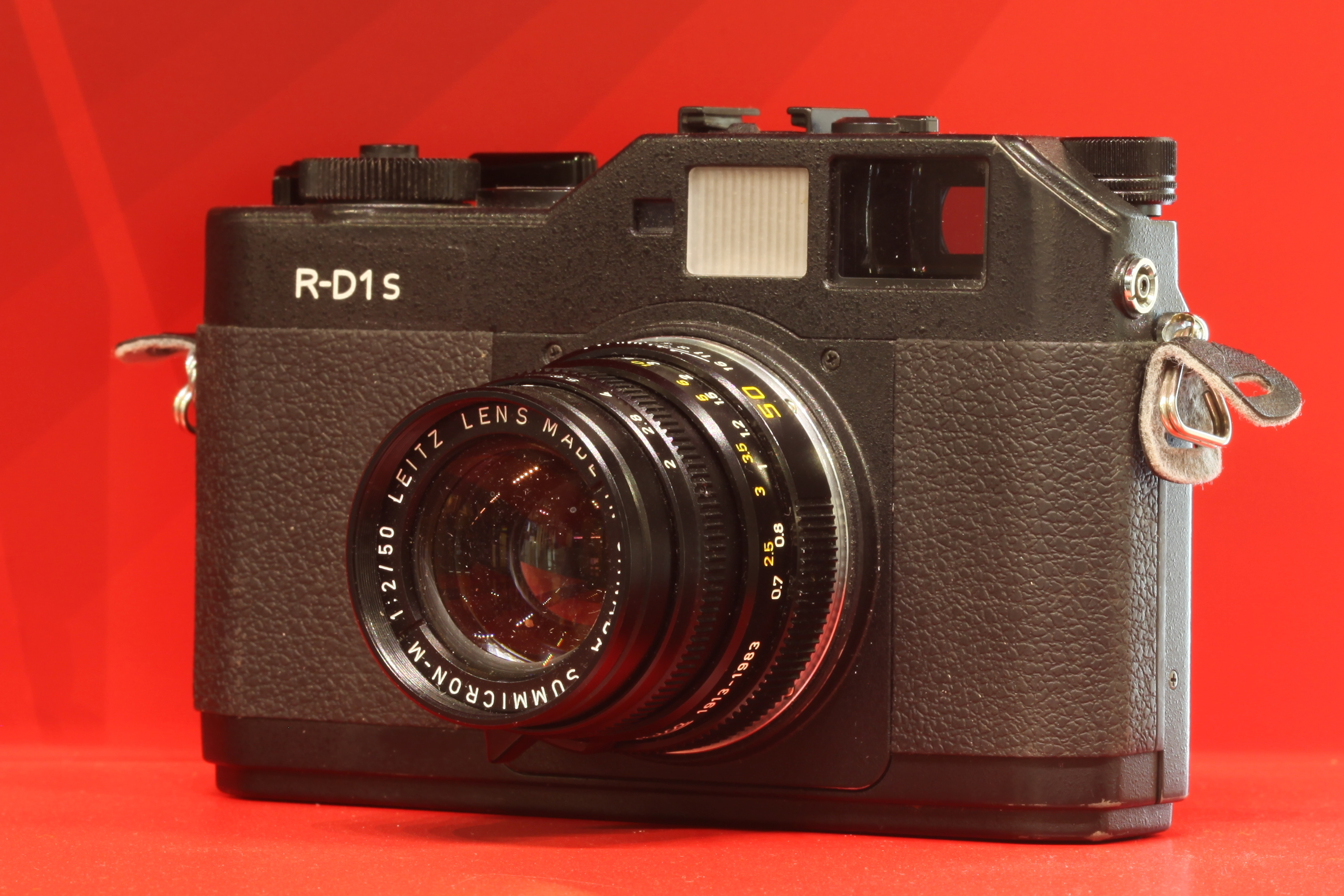
Фотоаппарат Epson R-D1

### 35-мм однообъективные зеркальные фотоаппараты
- Cosina C1
- Cosina CS
- Cosina CT-2 байонет К (пентакс)
- Cosina CX
- E1 Solar — производилась с 1994 года. TTL-экспонометрия. Электропитание от солнечной батареи.
- Cosina GX
- Cosina Hi-Lite — производилась с 1968 года. Крепление объектива — резьба М42, TTL-экспонометрическое устройство с CdS фоторезистором. Питание от ртутно-цинкового элемента.
- Cosina Hi-Lite EC — производилась с 1974 года. Крепление объектива — резьба М42, TTL-экспонометрия, выдержки до 1/2000. Питание 6 V.
- Cosina Ringfoto SRC.

### 35-мм компактные фотоаппараты
- Cosina 35
- Cosina 35 EE
- Cosina 35 FR
- Cosina CX-1 представлена публике в ноябре 1980 года, а в продаже с 1981 года. Оснащалась объективом Cosinon 33 мм f/3,5. Габаритные размеры: 10,3 × 6,6 × 4,2 см, масса: 225 г.[2] На основе камеры Cosina CX-1 в СССР сконструирован фотоаппарат «ЛОМО Компакт-Автомат».
- Cosina CX-2[3] — Объектив Cosinon 35 мм f/2,8 (5 элементов, 5 групп). Сернисто-кадмиевый (CdS) экспонометр. Экспозиции до 1/500. Два элемента питания АА. В СССР камера послужила образцом для конструирования — на ЛОМО с 1984 года по 1995 год выпускался фотоаппарат «ЛОМО Компакт-Автомат»[4]. В Японии копию выпускала компания Petri Camera под названием Petri PX-1.
- Cosina CX-5f.

### Цифровой дальномерный фотоаппарат «Epson R-D1»
В марте 2004 года Cosina начала выпуск первого в мире цифрового дальномерного фотоаппарата «Epson R-D1». Камера разработана фирмой Seiko Epson.